# Чемпіонат Європи з баскетболу 2017
Чемпіонат Європи з баскетболу 2017 або ФІБА Євроба́скет 2017 — 40-й чемпіонат Європи з баскетболу. Починаючи з 2017 року, континентальні чемпіонати будуть проходити по аналогії з футбольними чемпіонатами та олімпійськими іграми — кожні чотири роки (2017, 2021, 2025 і так далі) і будуть мати систему кваліфікації, схожу з чемпіонатом світу. Треба зауважити, що збірна Росії з баскетболу була дискваліфікована за рішенням FIBA від 29 липня 2015 року строком на 5 років, у зв'язку з чим її участь у відбірковому турнірі було скасовано. У листопаді 2015 року ФІБА зняла дискваліфікацію, і збірна Росії взяла участь у відбірковому турнірі.

## Вибір місця проведення
Нагадаємо що у зв'язку з військовою агресією Росії Україна відмовилась від проведення Євробаскет-2015. Через що після рішення змінити місце проведення турніру 2015 року, Україні, знову була запропонована можливість прийняти розіграш 2017 року, але Україна відмовилася, пославшись на триваючу агресію зі сторони Росії. 11 грудня 2015 року ФІБА Європа визначила країни, в яких пройдуть матчі турніру — матчі попереднього раунду пройдуть у Фінляндії, Ізраїлі, Румунії та Туреччині, а стадію плей-оф з фіналом включно організовує Туреччина в Стамбулі на арені Сінан Ердем Даум.

## Формат Євробаскет-2017
24 команди зіграють у чотирьох групах з шести команд за одноматчевою коловою системою; чотири найкращі команди з кожної групи вийдуть у плей-оф, де починаючи зі стадії 1/8 фіналу виявлять переможця в одноматчевих протистояннях.

## Кваліфікація
Учасники Олімпійських ігор, Олімпійського кваліфікаційного турніру, а також команди країн-організаторів були безпосередньо кваліфіковані у фінальну стадію Чемпіонату Європи з баскетболу 2017.
Решта 11 путівок на Чемпіонат Європи розіграні у кваліфікаційному турнірі, який пройшов з 31 серпня по 17 вересня 2016 року.
Україна попала на Євробаскет-2017, посівши друге місце у своїй відбірній групі.

### Збірні, що отримали путівки у фінал
| Рейтинг | Збірна          | Кваліфікувалась як                              | Дата кваліфікації | Участь в Євробаскеті | Найкращий результат           |
| ------- | --------------- | ----------------------------------------------- | ----------------- | -------------------- | ----------------------------- |
| 12      | Фінляндія       | Господар                                        | 11 грудня 2015    | 16                   | 6-е місце (1967)              |
| 16      | Ізраїль         | Господар                                        | 11 грудня 2015    | 29                   | 2-е місце (1979)              |
| 28      | Румунія         | Господар                                        | 11 грудня 2015    | 18                   | 5-е місце (1957)              |
| 5       | Туреччина       | Господар                                        | 11 грудня 2015    | 24                   | 2-е місце (2001)              |
| 1       | Іспанія         | 1-е 2015                                        | 20 вересня 2015   | 31                   | Чемпіон (2009, 2011, 2015)    |
| 4       | Литва           | 2-е 2015                                        | 20 вересня 2015   | 14                   | Чемпіон (1937, 1939, 2003)    |
| 3       | Франція         | 3-є 2015                                        | 20 вересня 2015   | 38                   | Чемпіон (2013)                |
| 2       | Сербія          | 4-е 2015                                        | 20 вересня 2015   | 6                    | Чемпіон (1995, 1997, 2001)    |
| 9       | Греція          | 5-е 2015                                        | 20 вересня 2015   | 27                   | Чемпіон (1987, 2005)          |
| 14      | Італія          | 6-е 2015                                        | 20 вересня 2015   | 37                   | Чемпіон (1983, 1999)          |
| 19      | Чехія           | 7-е 2015                                        | 20 вересня 2015   | 5                    | 7-е місце (2015)              |
| 15      | Латвія          | 8-е 2015                                        | 20 вересня 2015   | 14                   | Чемпіон (1935)                |
| 7       | Хорватія        | 9-е 2015                                        | 20 вересня 2015   | 13                   | 3-є місце (1993, 1995)        |
| 20      | Бельгія         | 1-е Кваліфікація Група A                        | 14 вересня 2016   | 17                   | 4-е місце (1947)              |
| 11      | Німеччина       | 1-е Кваліфікація Група B                        | 17 вересня 2016   | 24                   | Чемпіон (1993)                |
| 6       | Росія           | 1-е Кваліфікація Група C                        | 10 вересня 2016   | 13                   | Чемпіон (2007)                |
| 17      | Польща          | 1-е Кваліфікація Група D                        | 17 вересня 2016   | 28                   | 2-е місце (1963)              |
| 8       | Словенія        | 1-е Кваліфікація Група E                        | 14 вересня 2016   | 13                   | 4-е місце (2009)              |
| 21      | Грузія          | 1-е Кваліфікація Група F                        | 17 вересня 2016   | 4                    | 11-е місце (2011)             |
| 29      | Угорщина        | 1-е Кваліфікація Група G                        | 14 вересня 2016   | 15                   | Чемпіон (1955)                |
| 27      | Ісландія        | 2-е Кваліфікація Група A (рейтинг других місць) | 17 вересня 2016   | 2                    | 24-е місце (2015)             |
| 18      | Україна         | 2-е Кваліфікація Група E (рейтинг других місць) | 17 вересня 2016   | 8                    | 6-е місце (2013)              |
| 25      | Чорногорія      | 2-е Кваліфікація Група F (рейтинг других місць) | 14 вересня 2016   | 3                    | 17-е місце (2013)             |
| 10      | Велика Британія | 2-е Кваліфікація Група G (рейтинг других місць) | 17 вересня 2016   | 4                    | 13-е місце (2009, 2011, 2013) |

## Арени
| Стамбул             | Стамбул Гельсінки Тель-Авів Клуж-НапокаЧемпіонат Європи з баскетболу 2017 (Європа) | Стамбул Гельсінки Тель-Авів Клуж-НапокаЧемпіонат Європи з баскетболу 2017 (Європа) |
| Сінан Ердем Доум    | Стамбул Гельсінки Тель-Авів Клуж-НапокаЧемпіонат Європи з баскетболу 2017 (Європа) | Стамбул Гельсінки Тель-Авів Клуж-НапокаЧемпіонат Європи з баскетболу 2017 (Європа) |
| Місткість: 16,000   | Стамбул Гельсінки Тель-Авів Клуж-НапокаЧемпіонат Європи з баскетболу 2017 (Європа) | Стамбул Гельсінки Тель-Авів Клуж-НапокаЧемпіонат Європи з баскетболу 2017 (Європа) |
|                     | Стамбул Гельсінки Тель-Авів Клуж-НапокаЧемпіонат Європи з баскетболу 2017 (Європа) | Стамбул Гельсінки Тель-Авів Клуж-НапокаЧемпіонат Європи з баскетболу 2017 (Європа) |
| Стамбул             | Стамбул Гельсінки Тель-Авів Клуж-НапокаЧемпіонат Європи з баскетболу 2017 (Європа) | Стамбул Гельсінки Тель-Авів Клуж-НапокаЧемпіонат Європи з баскетболу 2017 (Європа) |
| Улькер Спортс Арена | Стамбул Гельсінки Тель-Авів Клуж-НапокаЧемпіонат Європи з баскетболу 2017 (Європа) | Стамбул Гельсінки Тель-Авів Клуж-НапокаЧемпіонат Європи з баскетболу 2017 (Європа) |
| Місткість: 13,000   | Стамбул Гельсінки Тель-Авів Клуж-НапокаЧемпіонат Європи з баскетболу 2017 (Європа) | Стамбул Гельсінки Тель-Авів Клуж-НапокаЧемпіонат Європи з баскетболу 2017 (Європа) |
|                     | Стамбул Гельсінки Тель-Авів Клуж-НапокаЧемпіонат Європи з баскетболу 2017 (Європа) | Стамбул Гельсінки Тель-Авів Клуж-НапокаЧемпіонат Європи з баскетболу 2017 (Європа) |
| Гельсінки           | Тель-Авів                                                                          | Клуж-Напока                                                                        |
| Hartwall Arena      | Менора Арена                                                                       | Полівалента Холл                                                                   |
| Місткість: 14,000   | Місткість: 10,383                                                                  | Місткість: 10,000                                                                  |
|                     |                                                                                    |                                                                                    |

## Жеребкування фінальної частини
| Кошик 1                        | Кошик 2                    | Кошик 3                                      | Кошик 4                            | Кошик 5                             | Кошик 6                                      |
| ------------------------------ | -------------------------- | -------------------------------------------- | ---------------------------------- | ----------------------------------- | -------------------------------------------- |
| Іспанія Литва b Франція Сербія | Греція Італія Чехія Латвія | Хорватія e Ізраїль b Туреччина d Фінляндія a | Росія d Словенія Угорщина c Грузія | Німеччина Бельгія Польща Чорногорія | Ісландія a Велика Британія Україна Румунія c |

↑  Фінляндія була в парі з Ісландією до жеребкування.
↑  Ізраїль був у парі з Литвою до жеребкування.
↑  Румунія була в парі з Угорщиною до жеребкування.
↑  Туреччина була в парі з Росією до жеребкування.
↑  Хорватія на початку була в одному кошику з Угорщиною та Румунією, але зрештою опинилась в одному кошику, де з нею були Фінляндія, Ізраїль та Туреччина.

## Груповий етап

### Група А (Гельсінкі)
| Місце | Команда   | І | В | П | МЗ  | МП  | МР   | О  | ДП |
| ----- | --------- | - | - | - | --- | --- | ---- | -- | -- |
| 1     | Словенія  | 5 | 5 | 0 | 446 | 384 | +62  | 10 |    |
| 2     | Фінляндія | 5 | 4 | 1 | 426 | 408 | +18  | 9  |    |
| 3     | Франція   | 5 | 4 | 1 | 450 | 422 | +28  | 8  |    |
| 4     | Греція    | 5 | 2 | 3 | 421 | 400 | +21  | 7  |    |
| 5     | Польща    | 5 | 1 | 4 | 411 | 414 | −3   | 6  |    |
| 6     | Ісландія  | 5 | 0 | 5 | 355 | 481 | −126 | 5  |    |

| 31 серпня 2017 |  |             |  |           |  |
| Словенія       |  | 90 – 81     |  | Польща    |  |
| Ісландія       |  | 61 – 90     |  | Греція    |  |
| Франція        |  | 84 – 86 ОТ  |  | Фінляндія |  |
| 2 вересня 2017 |  |             |  |           |  |
| Польща         |  | 91 – 61     |  | Ісландія  |  |
| Греція         |  | 87 – 95     |  | Франція   |  |
| Фінляндія      |  | 78 – 81     |  | Словенія  |  |
| 3 вересня 2017 |  |             |  |           |  |
| Франція        |  | 115 – 79    |  | Ісландія  |  |
| Словенія       |  | 78 – 72     |  | Греція    |  |
| Фінляндія      |  | 90 – 87 2ОТ |  | Польща    |  |
| 5 вересня 2017 |  |             |  |           |  |
| Ісландія       |  | 75 – 102    |  | Словенія  |  |
| Польща         |  | 75 – 78     |  | Франція   |  |
| Греція         |  | 77 – 89     |  | Фінляндія |  |
| 6 вересня 2017 |  |             |  |           |  |
| Словенія       |  | 95 – 78     |  | Франція   |  |
| Греція         |  | 95 – 77     |  | Польща    |  |
| Фінляндія      |  | 83 – 79     |  | Ісландія  |  |

### Група В (Тель-Авів)
| Місце | Команда   | І | В | П | МЗ  | МП  | МР  | О | ДП  |
| ----- | --------- | - | - | - | --- | --- | --- | - | --- |
| 1     | Литва     | 5 | 4 | 1 | 426 | 359 | +67 | 9 |     |
| 2     | Німеччина | 5 | 3 | 2 | 355 | 346 | +9  | 8 | 1-0 |
| 3     | Італія    | 5 | 3 | 2 | 346 | 322 | +24 | 8 | 0-1 |
| 4     | Україна   | 5 | 2 | 3 | 367 | 392 | −25 | 7 | 1-0 |
| 5     | Грузія    | 5 | 2 | 3 | 415 | 393 | +22 | 7 | 0-1 |
| 6     | Ізраїль   | 5 | 1 | 4 | 358 | 429 | −71 | 6 |     |

| 31 серпня 2017 |  |             |  |           |  |
| Німеччина      |  | 75 – 63     |  | Україна   |  |
| Литва          |  | 77 – 79     |  | Грузія    |  |
| Італія         |  | 69 – 48     |  | Ізраїль   |  |
| 2 вересня 2017 |  |             |  |           |  |
| Грузія         |  | 57 – 67     |  | Німеччина |  |
| Україна        |  | 66 – 78     |  | Італія    |  |
| Ізраїль        |  | 73 – 88     |  | Литва     |  |
| 3 вересня 2017 |  |             |  |           |  |
| Грузія         |  | 81 – 88     |  | Україна   |  |
| Литва          |  | 78 – 73     |  | Італія    |  |
| Німеччина      |  | 80 – 82     |  | Ізраїль   |  |
| 5 вересня 2017 |  |             |  |           |  |
| Україна        |  | 62 – 94     |  | Литва     |  |
| Італія         |  | 55 – 61     |  | Німеччина |  |
| Ізраїль        |  | 91 – 104 ОТ |  | Грузія    |  |
| 6 вересня 2017 |  |             |  |           |  |
| Німеччина      |  | 72 – 89     |  | Литва     |  |
| Грузія         |  | 69 – 71     |  | Італія    |  |
| Ізраїль        |  | 64 – 88     |  | Україна   |  |

### Група С (Клуж-Напока)
| Місце | Команда    | І | В | П | МЗ  | МП  | МР   | О  | ДП |
| ----- | ---------- | - | - | - | --- | --- | ---- | -- | -- |
| 1     | Іспанія    | 5 | 5 | 0 | 449 | 303 | +146 | 10 |    |
| 2     | Хорватія   | 5 | 4 | 1 | 397 | 336 | +61  | 9  |    |
| 3     | Чорногорія | 5 | 3 | 2 | 378 | 358 | +20  | 8  |    |
| 4     | Угорщина   | 5 | 2 | 3 | 335 | 370 | −35  | 7  |    |
| 5     | Чехія      | 5 | 1 | 4 | 356 | 441 | −85  | 6  |    |
| 6     | Румунія    | 5 | 0 | 5 | 316 | 414 | −98  | 5  |    |

| 1 вересня 2017 |  |          |  |            |  |
| Угорщина       |  | 58 – 67  |  | Хорватія   |  |
| Іспанія        |  | 99 – 60  |  | Чорногорія |  |
| Румунія        |  | 68 – 83  |  | Чехія      |  |
| 2 вересня 2017 |  |          |  |            |  |
| Чорногорія     |  | 72 – 48  |  | Угорщина   |  |
| Чехія          |  | 56 – 93  |  | Іспанія    |  |
| Хорватія       |  | 74 – 58  |  | Румунія    |  |
| 4 вересня 2017 |  |          |  |            |  |
| Угорщина       |  | 85 – 73  |  | Чехія      |  |
| Чорногорія     |  | 72 – 76  |  | Хорватія   |  |
| Іспанія        |  | 91 – 50  |  | Румунія    |  |
| 5 вересня 2017 |  |          |  |            |  |
| Чехія          |  | 75 – 88  |  | Чорногорія |  |
| Хорватія       |  | 73 – 79  |  | Іспанія    |  |
| Румунія        |  | 71 – 80  |  | Угорщина   |  |
| 7 вересня 2017 |  |          |  |            |  |
| Чехія          |  | 69 – 107 |  | Хорватія   |  |
| Угорщина       |  | 64 – 87  |  | Іспанія    |  |
| Чорногорія     |  | 86 – 69  |  | Румунія    |  |

### Група D (Стамбул)
| Місце | Команда         | І | В | П | МЗ  | МП  | МР  | О | ДП  |
| ----- | --------------- | - | - | - | --- | --- | --- | - | --- |
| 1     | Сербія          | 5 | 4 | 1 | 400 | 353 | +47 | 9 | 1-1 |
| 2     | Латвія          | 5 | 4 | 1 | 444 | 396 | +48 | 9 | 1-1 |
| 3     | Росія           | 5 | 4 | 1 | 378 | 366 | +12 | 9 | 1-1 |
| 4     | Туреччина       | 5 | 2 | 3 | 388 | 380 | +8  | 7 |     |
| 5     | Бельгія         | 5 | 1 | 4 | 353 | 410 | −57 | 6 |     |
| 6     | Велика Британія | 5 | 0 | 5 | 390 | 448 | −58 | 5 |     |

| 1 вересня 2017  |  |          |  |                 |  |
| Бельгія         |  | 103 – 90 |  | Велика Британія |  |
| Сербія          |  | 92 – 82  |  | Латвія          |  |
| Туреччина       |  | 73 – 76  |  | Росія           |  |
| 2 вересня 2017  |  |          |  |                 |  |
| Латвія          |  | 92 – 64  |  | Бельгія         |  |
| Росія           |  | 75 – 72  |  | Сербія          |  |
| Велика Британія |  | 70 – 84  |  | Туреччина       |  |
| 4 вересня 2017  |  |          |  |                 |  |
| Латвія          |  | 97 – 92  |  | Велика Британія |  |
| Бельгія         |  | 67 – 76  |  | Росія           |  |
| Сербія          |  | 80 – 74  |  | Туреччина       |  |
| 5 вересня 2017  |  |          |  |                 |  |
| Росія           |  | 69 – 84  |  | Латвія          |  |
| Велика Британія |  | 68 – 82  |  | Сербія          |  |
| Туреччина       |  | 78 – 65  |  | Бельгія         |  |
| 7 вересня 2017  |  |          |  |                 |  |
| Росія           |  | 82 – 70  |  | Велика Британія |  |
| Бельгія         |  | 54 – 74  |  | Сербія          |  |
| Латвія          |  | 89–79    |  | Туреччина       |  |

## Плей-оф
|  | 1/8 фіналу | 1/8 фіналу |            |     | Чвертьфінал         | Чвертьфінал         |            |            | Півфінал | Півфінал |  |  | Фінал | Фінал |
|  |            |            |            |     |                     |                     |            |            |          |          |  |  |       |       |
|  | 9 вересня  |            |            |     |                     |                     |            |            |          |          |  |  |       |       |
|  |            |            |            |     |                     |                     |            |            |          |          |  |  |       |       |
|  | Німеччина  | 84         |            |     |                     |                     |            |            |          |          |  |  |       |       |
|  | Німеччина  | 84         | 12 вересня |     |                     |                     |            |            |          |          |  |  |       |       |
|  | Франція    | 81         |            |     |                     |                     |            |            |          |          |  |  |       |       |
|  | Франція    | 81         | Німеччина  | 72  |                     |                     |            |            |          |          |  |  |       |       |
|  | 10 вересня |            | Німеччина  | 72  |                     |                     |            |            |          |          |  |  |       |       |
|  |            | Іспанія    | 84         |     |                     |                     |            |            |          |          |  |  |       |       |
|  | Іспанія    | Іспанія    | 84         | 73  |                     |                     |            |            |          |          |  |  |       |       |
|  | Іспанія    |            | 14 вересня | 73  |                     |                     |            |            |          |          |  |  |       |       |
|  | Туреччина  | 56         |            |     |                     |                     |            |            |          |          |  |  |       |       |
|  | Туреччина  | 56         | Іспанія    | 72  |                     |                     |            |            |          |          |  |  |       |       |
|  | 9 вересня  |            | Іспанія    | 72  |                     |                     |            |            |          |          |  |  |       |       |
|  |            | Словенія   | 92         |     |                     |                     |            |            |          |          |  |  |       |       |
|  | Словенія   | Словенія   | 92         | 79  |                     |                     |            |            |          |          |  |  |       |       |
|  | Словенія   | 12 вересня |            | 79  |                     |                     |            |            |          |          |  |  |       |       |
|  | Україна    | 55         |            |     |                     |                     |            |            |          |          |  |  |       |       |
|  | Україна    | 55         | Словенія   | 103 |                     |                     |            |            |          |          |  |  |       |       |
|  | 10 вересня |            | Словенія   | 103 |                     |                     |            |            |          |          |  |  |       |       |
|  |            | Латвія     | 97         |     |                     |                     |            |            |          |          |  |  |       |       |
|  | Латвія     | Латвія     | 97         | 100 |                     |                     |            |            |          |          |  |  |       |       |
|  | Латвія     |            | 17 вересня | 100 |                     |                     |            |            |          |          |  |  |       |       |
|  | Чорногорія | 68         |            |     |                     |                     |            |            |          |          |  |  |       |       |
|  | Чорногорія | 68         | Словенія   | 93  |                     |                     |            |            |          |          |  |  |       |       |
|  | 9 вересня  |            | Словенія   | 93  |                     |                     |            |            |          |          |  |  |       |       |
|  |            | Сербія     | 85         |     |                     |                     |            |            |          |          |  |  |       |       |
|  | Литва      | Сербія     | 85         | 64  |                     |                     |            |            |          |          |  |  |       |       |
|  | Литва      | 13 вересня |            | 64  |                     |                     |            |            |          |          |  |  |       |       |
|  | Греція     | 77         |            |     |                     |                     |            |            |          |          |  |  |       |       |
|  | Греція     | 77         | Греція     | 69  |                     |                     |            |            |          |          |  |  |       |       |
|  | 10 вересня |            | Греція     | 69  |                     |                     |            |            |          |          |  |  |       |       |
|  |            | Росія      | 74         |     |                     |                     |            |            |          |          |  |  |       |       |
|  | Хорватія   | Росія      | 74         | 78  |                     |                     |            |            |          |          |  |  |       |       |
|  | Хорватія   |            | 15 вересня | 78  |                     |                     |            |            |          |          |  |  |       |       |
|  | Росія      | 101        |            |     |                     |                     |            |            |          |          |  |  |       |       |
|  | Росія      | 101        | Росія      | 79  |                     |                     |            |            |          |          |  |  |       |       |
|  | 9 вересня  |            | Росія      | 79  |                     |                     |            |            |          |          |  |  |       |       |
|  |            | Сербія     | 87         |     | Матч за третє місце | Матч за третє місце |            |            |          |          |  |  |       |       |
|  | Фінляндія  | Сербія     | 87         | 57  | Матч за третє місце | Матч за третє місце |            |            |          |          |  |  |       |       |
|  | Фінляндія  | 13 вересня | 13 вересня | 57  |                     |                     | 17 вересня | 17 вересня |          |          |  |  |       |       |
|  | Італія     | 13 вересня | 13 вересня | 70  |                     |                     | 17 вересня | 17 вересня |          |          |  |  |       |       |
|  | Італія     | Італія     | 67         | 70  | Іспанія             | 93                  |            |            |          |          |  |  |       |       |
|  | 10 вересня | Італія     | 67         |     | Іспанія             | 93                  |            |            |          |          |  |  |       |       |
|  |            | Сербія     | 83         |     | Росія               | 85                  |            |            |          |          |  |  |       |       |
|  | Сербія     | Сербія     | 83         | 86  | Росія               | 85                  |            |            |          |          |  |  |       |       |
|  | Сербія     |            |            | 86  |                     |                     |            |            |          |          |  |  |       |       |
|  | Угорщина   | 78         |            |     |                     |                     |            |            |          |          |  |  |       |       |
|  | Угорщина   | 78         |            |     |                     |                     |            |            |          |          |  |  |       |       |

### 1/8 фіналу
| 09.09.2017 12:30 | Протокол | Словенія                                        | 79–55 | Україна                                                        |  | Сінан Ердем Доум (Стамбул) Глядачів: 730 Судді: Крістіано Мараньйо (Бразилія), Панагіотіс Анастопоулос (Греція), Толга Сахні (Італія) |
| 09.09.2017 12:30 | Протокол | Рахунок за чвертями: 26-17, 16-10, 26-16, 11-12 |       |                                                                |  | Сінан Ердем Доум (Стамбул) Глядачів: 730 Судді: Крістіано Мараньйо (Бразилія), Панагіотіс Анастопоулос (Греція), Толга Сахні (Італія) |
| 09.09.2017 12:30 | Протокол | Очки: Рендольф 21 Підб.: Доншич 10 РП: Доншич 6 |       | Очки: Пустозвонов 11 Підб.: Пустовий 10 РП: Кравцов, Лукашов 4 |  | Сінан Ердем Доум (Стамбул) Глядачів: 730 Судді: Крістіано Мараньйо (Бразилія), Панагіотіс Анастопоулос (Греція), Толга Сахні (Італія) |

| 09.09.2017 15:15 | Протокол | Німеччина                                       | 84–81 | Франція                                  |  | Сінан Ердем Доум (Стамбул) Глядачів: 1060 Судді: Мануель Маціоні (Італія), Леандро Лезкано (Аргентина), Саша Марічіц (Сербія) |
| 09.09.2017 15:15 | Протокол | Рахунок за чвертями: 10-19, 24-21, 21-16, 29-25 |       |                                          |  | Сінан Ердем Доум (Стамбул) Глядачів: 1060 Судді: Мануель Маціоні (Італія), Леандро Лезкано (Аргентина), Саша Марічіц (Сербія) |
| 09.09.2017 15:15 | Протокол | Очки: Тайс 22 Підб.: Тайс 7 РП: Шрьодер 8       |       | Очки: Фурн'є 27 Підб.: Діао 9 РП: Діао 5 |  | Сінан Ердем Доум (Стамбул) Глядачів: 1060 Судді: Мануель Маціоні (Італія), Леандро Лезкано (Аргентина), Саша Марічіц (Сербія) |

| 09.09.2017 18:45 | Протокол | Фінляндія                                       | 57–70 | Італія                                          |  | Сінан Ердем Доум (Стамбул) Глядачів: 1411 Судді: Антоніо Конде (Іспанія), Мартінш Козловскіс (Латвія), Адемір Зураповіч (Боснія і Герцеговина) |
| 09.09.2017 18:45 | Протокол | Рахунок за чвертями: 17-30, 12-18, 13-10, 15-12 |       |                                                 |  | Сінан Ердем Доум (Стамбул) Глядачів: 1411 Судді: Антоніо Конде (Іспанія), Мартінш Козловскіс (Латвія), Адемір Зураповіч (Боснія і Герцеговина) |
| 09.09.2017 18:45 | Протокол | Очки: Копонен 13 Підб.: Салін 8 РП: Раннікко 3  |       | Очки: Белінеллі 22 Підб.: Геккетт 6 РП: Меллі 3 |  | Сінан Ердем Доум (Стамбул) Глядачів: 1411 Судді: Антоніо Конде (Іспанія), Мартінш Козловскіс (Латвія), Адемір Зураповіч (Боснія і Герцеговина) |

| 09.09.2017 21:30 | Протокол | Литва                                                    | 64–77 | Греція                                         |  | Сінан Ердем Доум (Стамбул) Глядачів: 2144 Судді: Вісенте Булто (Іспанія), Марек Цмікієвіч (Польща), Петар Обрадовіч (Боснія і Герцеговина) |
| 09.09.2017 21:30 | Протокол | Рахунок за чвертями: 17-25, 13-12, 18-24, 16-16          |       |                                                |  | Сінан Ердем Доум (Стамбул) Глядачів: 2144 Судді: Вісенте Булто (Іспанія), Марек Цмікієвіч (Польща), Петар Обрадовіч (Боснія і Герцеговина) |
| 09.09.2017 21:30 | Протокол | Очки: Кузмінскас 20 Підб.: Валанчюнас 15 РП: Калнієтіс 7 |       | Очки: Слукас 21 Підб.: Бурусіс 8 РП: Калатес 6 |  | Сінан Ердем Доум (Стамбул) Глядачів: 2144 Судді: Вісенте Булто (Іспанія), Марек Цмікієвіч (Польща), Петар Обрадовіч (Боснія і Герцеговина) |

| 10.09.2017 12:30 | Протокол | Латвія                                             | 100–68 | Чорногорія                                       |  | Сінан Ердем Доум (Стамбул) Глядачів: 718 Судді: Вісенте Булто (Іспанія), Мартін Горозов (Болгарія), Мануель Маціоні (Італія) |
| 10.09.2017 12:30 | Протокол | Рахунок за чвертями: 27-15, 26-22, 29-15, 18-16    |        |                                                  |  | Сінан Ердем Доум (Стамбул) Глядачів: 718 Судді: Вісенте Булто (Іспанія), Мартін Горозов (Болгарія), Мануель Маціоні (Італія) |
| 10.09.2017 12:30 | Протокол | Очки: Тімма 21 Підб.: Порзінгіс 6 РП: Стрелнієкс 7 |        | Очки: Дублєвич 21 Підб.: Вучевич 9 РП: Вучевич 4 |  | Сінан Ердем Доум (Стамбул) Глядачів: 718 Судді: Вісенте Булто (Іспанія), Мартін Горозов (Болгарія), Мануель Маціоні (Італія) |

| 10.09.2017 15:15 | Протокол | Сербія                                                     | 86–78 | Угорщина                                      |  | Сінан Ердем Доум (Стамбул) Глядачів: 1190 Судді: Леандро Лезкано (Аргентина), Георгіос Поурсанідіс (Греція), Єнер Їлмаз (Туреччина) |
| 10.09.2017 15:15 | Протокол | Рахунок за чвертями: 24-16, 24-25, 21-12, 17-25            |       |                                               |  | Сінан Ердем Доум (Стамбул) Глядачів: 1190 Судді: Леандро Лезкано (Аргентина), Георгіос Поурсанідіс (Греція), Єнер Їлмаз (Туреччина) |
| 10.09.2017 15:15 | Протокол | Очки: Богданович, Кузьмич 17 Підб.: Кузьмич 10 РП: Йович 7 |       | Очки: Перл 22 Підб.: Перл 7 РП: Ханга, Перл 4 |  | Сінан Ердем Доум (Стамбул) Глядачів: 1190 Судді: Леандро Лезкано (Аргентина), Георгіос Поурсанідіс (Греція), Єнер Їлмаз (Туреччина) |

| 10.09.2017 18:45 | Протокол | Іспанія                                         | 73–56 | Туреччина                                    |  | Сінан Ердем Доум (Стамбул) Глядачів: 9934 Судді: Крістіано Мараньйо (Бразилія), Томас Ясевічіус (Литви), Такакі Като (Японія) |
| 10.09.2017 18:45 | Протокол | Рахунок за чвертями: 19-10, 14-15, 16-18, 24-13 |       |                                              |  | Сінан Ердем Доум (Стамбул) Глядачів: 9934 Судді: Крістіано Мараньйо (Бразилія), Томас Ясевічіус (Литви), Такакі Като (Японія) |
| 10.09.2017 18:45 | Протокол | Очки: Рубіо 15 Підб.: П.Газоль 7 РП: Родрігес 9 |       | Очки: Коркмаз 20 Підб.: Ерден 10 РП: Гюлер 4 |  | Сінан Ердем Доум (Стамбул) Глядачів: 9934 Судді: Крістіано Мараньйо (Бразилія), Томас Ясевічіус (Литви), Такакі Като (Японія) |

| 10.09.2017 21:30 | Протокол | Хорватія                                        | 78–101 | Росія                                       |  | Сінан Ердем Доум (Стамбул) Глядачів: 10153 Судді: Роберто Васкес (Пуерто-Рико), Саверіо Ланзаріні (Італія), Йохан Россо (Франція) |
| 10.09.2017 21:30 | Протокол | Рахунок за чвертями: 23-25, 19-21, 15-26, 21-29 |        |                                             |  | Сінан Ердем Доум (Стамбул) Глядачів: 10153 Судді: Роберто Васкес (Пуерто-Рико), Саверіо Ланзаріні (Італія), Йохан Россо (Франція) |
| 10.09.2017 21:30 | Протокол | Очки: Богданович 28 Підб.: Рамляк 6 РП: Укіч 5  |        | Очки: Швед 27 Підб.: Курбанов 5 РП: Швед 12 |  | Сінан Ердем Доум (Стамбул) Глядачів: 10153 Судді: Роберто Васкес (Пуерто-Рико), Саверіо Ланзаріні (Італія), Йохан Россо (Франція) |

### Чвертьфінали
| 12.09.2017 18:45 | Протокол | Німеччина                                         | 72–84 | Іспанія                                          |  | Сінан Ердем Доум (Стамбул) Глядачів: 1845 Судді: Мануель Маціоні (Італія), Панагіотіс Анастопоулос (Греція), Александр Глішич (Сербія) |
| 12.09.2017 18:45 | Протокол | Рахунок за чвертями: 19-16, 14-18, 20-31, 19-19   |       |                                                  |  | Сінан Ердем Доум (Стамбул) Глядачів: 1845 Судді: Мануель Маціоні (Італія), Панагіотіс Анастопоулос (Греція), Александр Глішич (Сербія) |
| 12.09.2017 18:45 | Протокол | Очки: Шрьодер 27 Підб.: Фойгтманн 7 РП: Шрьодер 8 |       | Очки: М.Газоль 28 Підб.: М.Газоль 10 РП: Рубіо 8 |  | Сінан Ердем Доум (Стамбул) Глядачів: 1845 Судді: Мануель Маціоні (Італія), Панагіотіс Анастопоулос (Греція), Александр Глішич (Сербія) |

| 12.09.2017 21:30 | Протокол | Словенія                                        | 103–97 | Латвія                                                  |  | Сінан Ердем Доум (Стамбул) Глядачів: 2651 Судді: Роберто Васкес (Пуерто-Рико), Саверіо Ланзаріні (Італія), Леандро Лезкано (Аргентина) |
| 12.09.2017 21:30 | Протокол | Рахунок за чвертями: 34-23, 17-32, 25-11, 27-31 |        |                                                         |  | Сінан Ердем Доум (Стамбул) Глядачів: 2651 Судді: Роберто Васкес (Пуерто-Рико), Саверіо Ланзаріні (Італія), Леандро Лезкано (Аргентина) |
| 12.09.2017 21:30 | Протокол | Очки: Доншич 27 Підб.: Рендольф 9 РП: Драгич 8  |        | Очки: Порзінгіс 34 Підб.: Стрелнієкс 7 РП: Стрелнієкс 9 |  | Сінан Ердем Доум (Стамбул) Глядачів: 2651 Судді: Роберто Васкес (Пуерто-Рико), Саверіо Ланзаріні (Італія), Леандро Лезкано (Аргентина) |

| 13.09.2017 18:45 | Протокол | Греція                                                       | 69–74 | Росія                                         |  | Сінан Ердем Доум (Стамбул) Глядачів: 2070 Судді: Крістіано Мараньйо (Бразилія), Антоніо Конде (Іспанія), Йохан Россо (Франція) |
| 13.09.2017 18:45 | Протокол | Рахунок за чвертями: 24-17, 13-14, 16-20, 16-23              |       |                                               |  | Сінан Ердем Доум (Стамбул) Глядачів: 2070 Судді: Крістіано Мараньйо (Бразилія), Антоніо Конде (Іспанія), Йохан Россо (Франція) |
| 13.09.2017 18:45 | Протокол | Очки: Калатес 25 Підб.: Бурусіс, Папаніколау 7 РП: Калатес 7 |       | Очки: Швед 26 Підб.: Воронцевич 12 РП: Швед 5 |  | Сінан Ердем Доум (Стамбул) Глядачів: 2070 Судді: Крістіано Мараньйо (Бразилія), Антоніо Конде (Іспанія), Йохан Россо (Франція) |

| 13.09.2017 21:30 | Протокол | Італія                                                | 67–83 | Сербія                                                       |  | Сінан Ердем Доум (Стамбул) Глядачів: 3046 Судді: Вісенте Булто (Іспанія), Такакі Като (Японія), Томас Ясевічіус (Литви) |
| 13.09.2017 21:30 | Протокол | Рахунок за чвертями: 17-18, 16-26, 15-15, 19-24       |       |                                                              |  | Сінан Ердем Доум (Стамбул) Глядачів: 3046 Судді: Вісенте Булто (Іспанія), Такакі Като (Японія), Томас Ясевічіус (Литви) |
| 13.09.2017 21:30 | Протокол | Очки: Белінеллі 18 Підб.: Білья, Філлой 3 РП: Меллі 3 |       | Очки: Богданович 22 Підб.: Кузьмич, Мар'янович 7 РП: Йович 5 |  | Сінан Ердем Доум (Стамбул) Глядачів: 3046 Судді: Вісенте Булто (Іспанія), Такакі Като (Японія), Томас Ясевічіус (Литви) |

### Півфінали
| 14.09.2017 21:30 | Протокол | Іспанія                                             | 72–92 | Словенія                                                |  | Сінан Ердем Доум (Стамбул) Глядачів: 4955 Судді: Крістіано Мараньйо (Бразилія), Йохан Россо (Франція), Толга Сахні (Італія) |
| 14.09.2017 21:30 | Протокол | Рахунок за чвертями: 19-25, 26-24, 12-24, 15-19     |       |                                                         |  | Сінан Ердем Доум (Стамбул) Глядачів: 4955 Судді: Крістіано Мараньйо (Бразилія), Йохан Россо (Франція), Толга Сахні (Італія) |
| 14.09.2017 21:30 | Протокол | Очки: П.Газоль 16 Підб.: М.Газоль 10 РП: М.Газоль 4 |       | Очки: Рендольф, Драгич 15 Підб.: Доншич 12 РП: Доншич 8 |  | Сінан Ердем Доум (Стамбул) Глядачів: 4955 Судді: Крістіано Мараньйо (Бразилія), Йохан Россо (Франція), Толга Сахні (Італія) |

| 15.09.2017 21:30 | Протокол | Росія                                           | 79–87 | Сербія                                         |  | Сінан Ердем Доум (Стамбул) Глядачів: Леандро Лезкано (Аргентина), Панагіотіс Анастопоулос (Греція), Мануель Маціоні (Італія) Судді: 5235 |
| 15.09.2017 21:30 | Протокол | Рахунок за чвертями: 20-25, 14-23, 23-18, 22-21 |       |                                                |  | Сінан Ердем Доум (Стамбул) Глядачів: Леандро Лезкано (Аргентина), Панагіотіс Анастопоулос (Греція), Мануель Маціоні (Італія) Судді: 5235 |
| 15.09.2017 21:30 | Протокол | Очки: Швед 33 Підб.: Мозгов 9 РП: Швед 5        |       | Очки: Богданович 24 Підб.: Лучич 8 РП: Йович 6 |  | Сінан Ердем Доум (Стамбул) Глядачів: Леандро Лезкано (Аргентина), Панагіотіс Анастопоулос (Греція), Мануель Маціоні (Італія) Судді: 5235 |

### Матч за третє місце
| 17.09.2017 17:00 | Протокол | Іспанія                                             | 93–85 | Росія                                        |  | Сінан Ердем Доум (Стамбул) Глядачів: 3573 Судді: Леандро Лезкано (Аргентина), Мануель Маціоні (Італія), Томас Ясевічіус (Литва) |
| 17.09.2017 17:00 | Протокол | Рахунок за чвертями: 21-13, 24-15, 21-27, 27-30     |       |                                              |  | Сінан Ердем Доум (Стамбул) Глядачів: 3573 Судді: Леандро Лезкано (Аргентина), Мануель Маціоні (Італія), Томас Ясевічіус (Литва) |
| 17.09.2017 17:00 | Протокол | Очки: П.Газоль 26 Підб.: П.Газоль 10 РП: Родрігес 9 |       | Очки: Швед 18 Підб.: Мозгов 10 РП: Хвостов 9 |  | Сінан Ердем Доум (Стамбул) Глядачів: 3573 Судді: Леандро Лезкано (Аргентина), Мануель Маціоні (Італія), Томас Ясевічіус (Литва) |

### Фінал
| 17.09.2017 21:30 | Протокол | Словенія                                                       | 93–85 | Сербія                                              |  | Сінан Ердем Доум (Стамбул) Глядачів: 12095 Судді: Крістіано Мараньйо (Бразилія), Толга Сахні (Італія), Антоніо Конде (Іспанія) |
| 17.09.2017 21:30 | Протокол | Рахунок за чвертями: 20-22, 36-25, 15-20, 22-18                |       |                                                     |  | Сінан Ердем Доум (Стамбул) Глядачів: 12095 Судді: Крістіано Мараньйо (Бразилія), Толга Сахні (Італія), Антоніо Конде (Іспанія) |
| 17.09.2017 21:30 | Протокол | Очки: Драгич 35 Підб.: Драгич, Доншич 7 РП: Драгич, Препелич 3 |       | Очки: Богданович 22 Підб.: Лучич 8 РП: Богданович 5 |  | Сінан Ердем Доум (Стамбул) Глядачів: 12095 Судді: Крістіано Мараньйо (Бразилія), Толга Сахні (Італія), Антоніо Конде (Іспанія) |